# Centre pénitentiaire de Ducos
Le centre pénitentiaire de Ducos est une prison française située en Martinique. Ce centre pénitentiaire peut accueillir jusqu'à 738 détenus.
Le 30 janvier 2020, la cour européenne des droits de l'homme condamne la France pour sa surpopulation carcérale et mentionne, notamment, le centre pénitentiaire de Ducos.